# Lait de truie

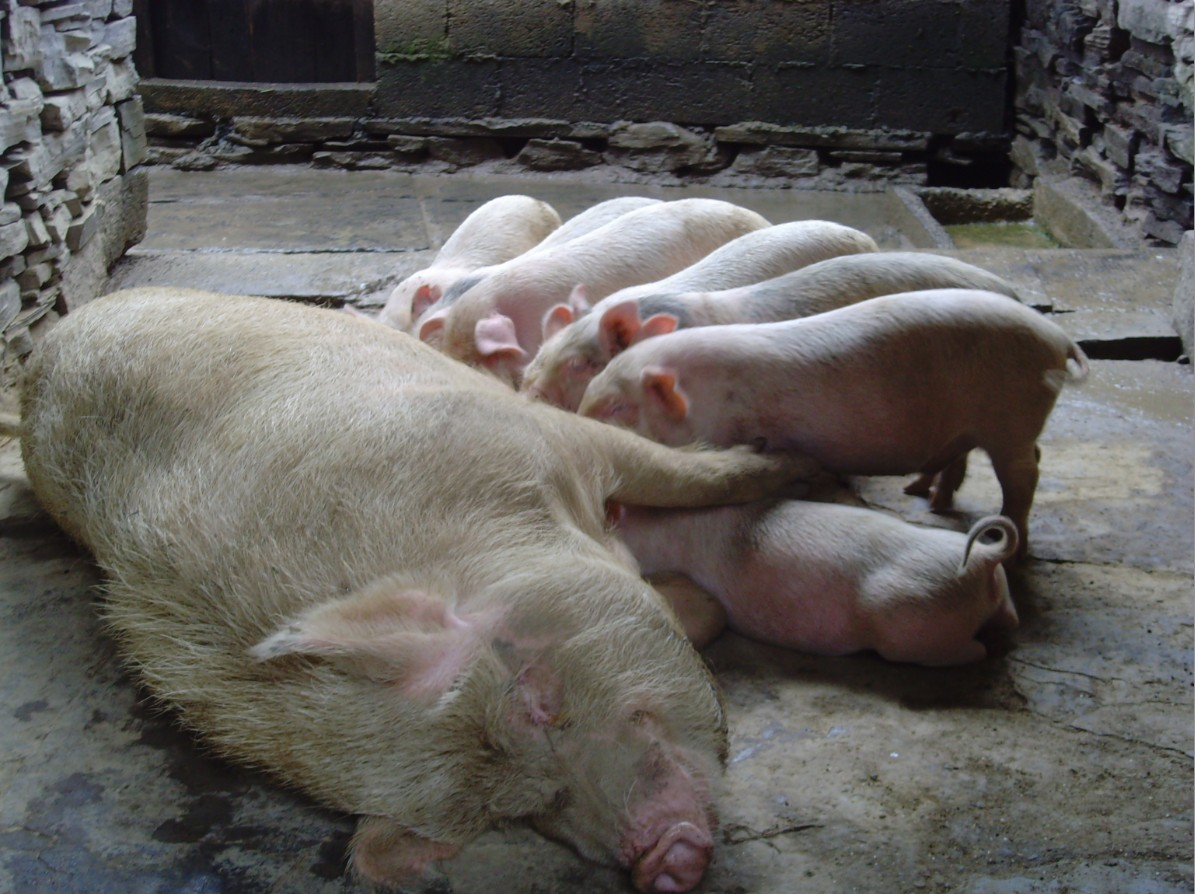
Porcelets consommant du lait de truie

Le lait de truie (parfois "lait de cochon", "lait de cochonne", "lait de porc") est le lait produit par la femelle du cochon, la truie, et généralement consommé par les porcelets. La composition de ce colostrum est comparable à celui de la vache notamment concernant les protéines, le gras et le lactose. Les porcs ayant un régime hyper-protéiné produisent plus de lait que ceux disposant d'un régime pauvre en protéine.

## Usages humains
Les truies sont des animaux ne produisant pas beaucoup de lait. Elles disposent de 8 à 10 petites mamelles, chacune distribuant une petite quantité de lait. En dehors de la période succédant la mise bas de ses petits, la truie ne produit généralement pas de lait. De plus, la traite du lait durant la période d'allaitement est compliquée, en raison de l'agressivité de la femelle,,.
Le goût du lait de truie est généralement décrit comme faisandé.

### Fromage
Le fromage produit à partir du lait de truie dispose d'un goût assez proche du lait lui-même, mais plus intense et concentré.

### Santé
Susanna Montgomery, comtesse d'Eglinton (1690-1780) utilisait ce lait pour nettoyer son visage tout autant que pour le boire. Elle recommandait cette habitude à ses proches, notamment pour ses vertus supposées sur la conservation de la peau du visage.